# Купена любов
Купена любов (на испански: Amor comprado) е теленовела на испански език създадена от компанията „Venevision International“ за „Univision“ през 2007 - 2008 в Маями, Флорида. Сериалът се излъчва по канал „Venevisión Plus“.

## История
Това е историята на Мариана, скромна девойка изоставена от майка си и страдаща от отношението на мащехата си. Баща ѝ е в затвора, а Мариана не спира да мисли от къде ще намери пари за адвокат, който да изкара баща ѝ от затвора.
Един ден, когато вижда обява във вестника за милионер, който си търси жена и решава, че това може да е начина баща ѝ да бъде свободен. Записва се и го печели, без да знае кой е бъдещия ѝ съпруг.
Уили е добър и неуверен мъж. Баба му Хертрудис го мрази и му е втълпила идеята, че никоя жена няма да го поиска заради самия него, а само заради парите му. Според завещанието Уили трябва да се ожени преди да е навършил 30 години. В противен случай всичко ще остане за Хертрудис.
За да изпълни завещанието и да попречи на Хертрудис, той организира конкурс, чрез който да си намери съпруга. Така среща Мариана и двамата се влюбват един в друг. Но никой от тях не знае самоличността на другия.

## Актьори
- Елизабет Гутиерес (Elizabeth Gutierrez) – Мариана
- Хосе Анхел Ямас (Jose Angel Llamas) – Уили
- Марджори де Соуса (Marjorie De Sousa) – Марго
- Сули Монтеро (Zully Montero) – Хертрудис
- Патрисия Алварес (Patricia Álvarez) – Наталия
- Карен Сентиес (Karen Sentíes) – Леонора
- Хосе Бардина (José Bardina) – Лусиано
- Ана Силвети (Ana Silvetti) – Моргана
- Хулиан Хил (Julián Gil) – Естебан
- Роберто Матеос (Roberto Mateos) – Артуро Гарибай
- Лианет Борего (Liannet Borrego) – Вероника

## В България
В България сериалът е излъчен през 2008 г. по Диема Фемили. Ролите се озвучават от Яница Митева, Даниела Сладунова, Лиза Шопова, Силви Стоицов и Емил Емилов.